# Kwon Mi-sook
Kwon Mi-sook (1972) is een voormalig Zuid-Koreaans professioneel tafeltennisster. Haar achternaam is Kwon.
Op tweeëntwintigjarige leeftijd stopte ze met spelen en werd later trainer van het Filipijnse vrouwenteam.

## Belangrijkste resultaten
- WK
  -  Zilver met het team in 1989 in Dortmund.